# Ꝉ
abreviatura en la Edad Media. Se utiliza para representar el , ul, y vel en latín, nó en irlandés, y eða, el en vel, œl en mœlti, y al en skal en nórdico antiguo. Está formada por un diácono por una barra alta inscrita en el fuste.

## Codificación
La ele de trazo alto se puede representar con los siguientes caracteres Unicode (tabla D latina extendida desde Unicode 5.1.0 de 2008):
| forma     | representación | puntos de códigos | descripciones                                |
| --------- | -------------- | ----------------- | -------------------------------------------- |
| Mayúscula | Ꝉ              | U+A748            | letra mayúscula latina ele con barra elevada |
| minúscula | ꝉ              | U+A749            | letra minúscula latina ele con barra elevada |